# Weerdsluis
De Weerdsluis is een schutsluis met puntdeuren in de Nederlandse stad Utrecht. Ze vormt de verbinding tussen de Vecht en de Stadsbuitengracht. De sluis heeft ook een waaierdeur die werd gebruikt om te spuien.
De vaarweg is CEMT-klasse II. De sluis is 95,00 m lang, de wijdte is 8,00 m, de schutlengte is 82,00 m en de kolk is 18,00 m breed. Geschut wordt tot 2,10 m diepgang. De minste drempeldiepte is aan de noordzijde KP -1,84 m, aan de zuidzijde KP -2,23 m.
Halverwege de 16e eeuw is er hier in het voorstadje Bemuurde Weerd een waterbouwkundig werk in de vorm van een schut- of schotdeur aangelegd om het waterpeil in het Utrechtse singel- en grachtenstelsel op niveau te houden. Omstreeks 1613 werd deze vervangen door een echte schutsluis. De bouwmeester Lieven de Key was bij de vervanging betrokken. Ze werd ook een militair-tactische inundatiesluis. In 1822 werd de eerste steen gelegd voor een vernieuwde Weerdsluis die verdiept en verbreed werd tot de huidige afmetingen. In monumentaal opzicht maken ook twee voetgangersbruggen deel uit van de sluis.
De Vecht was in de scheepvaart een belangrijke schakel tussen Amsterdam en de rivier de Rijn. Bij de Weerdsluis bevonden zich in de 18e en 19e eeuw veel mensen, waaronder vrouwen en kinderen, die zich beschikbaar stelden om de schepen door de Utrechtse singels en grachten met menskracht te trekken, dit omdat de stad binnen haar muren het gebruik van trekpaarden verboden had. De Weerdsluis was ook het vertrekpunt van de trekschuit naar Amsterdam.
In 1920 passeerden meer dan 10.000 schepen de Weerdsluis. Anno 2021 is de sluis voor de beroepsvaart nauwelijks nog van belang. De sluis is wel een geliefde zomerse verpoosplek om het "schut-gepruts" van hobbyschippers gade te slaan.
De sluis is in 2021 voorzien van een visdeurbel. Via een webcam kan gekeken worden of er vissen zijn, en het publiek kan dan de sluiswachter waarschuwen zodat deze de sluis kan openen.

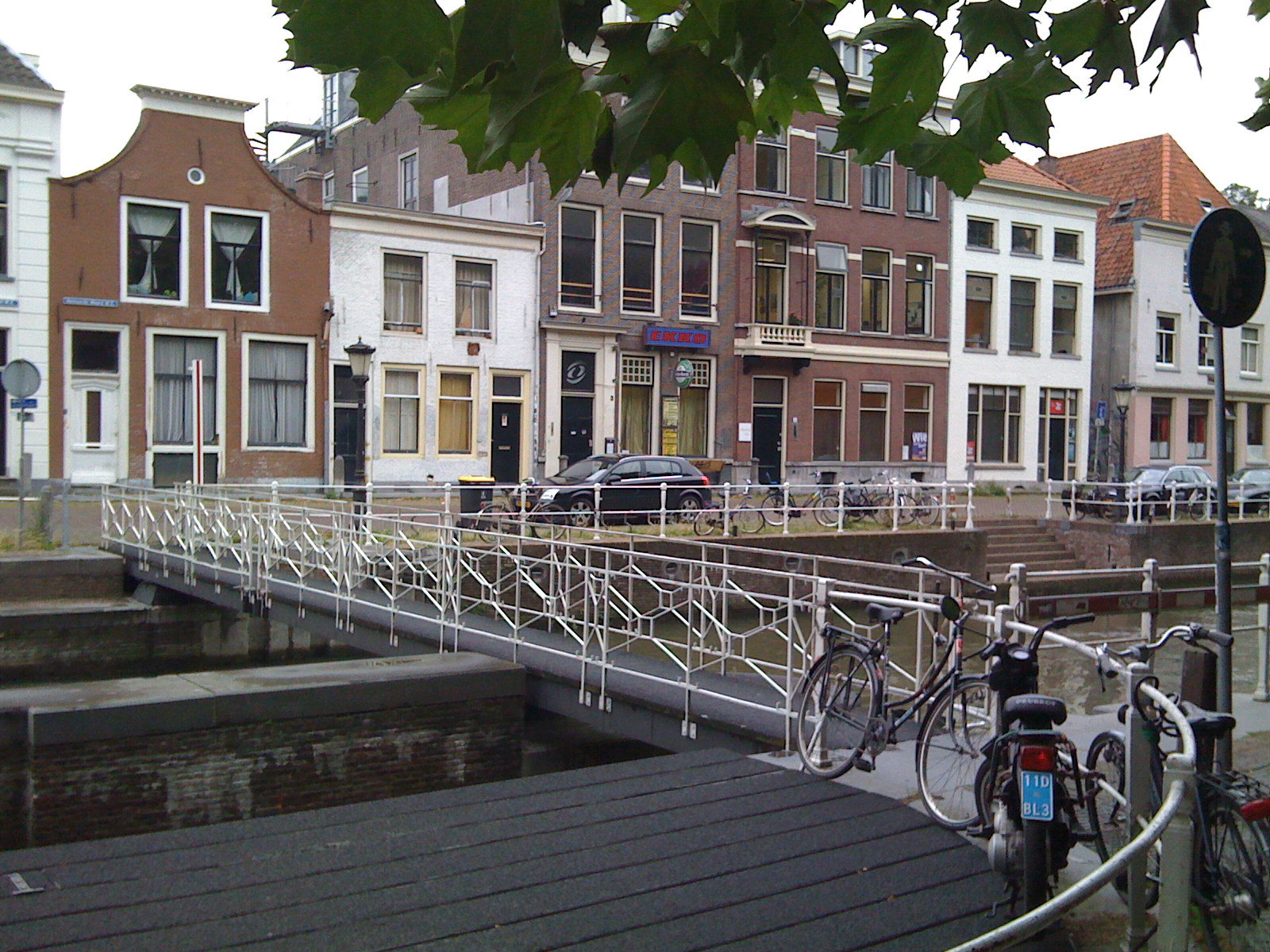
Zuidelijke voetgangersbrug